# Папај
Папај (рус. Папай) планина је у систему Великог Кавказа, на југу европског дела Руске Федерације. Налази се у југозападном делу Краснодарске покрајине, на граници између Абинског и Северског општинског рејона. Представља комплексни споменик природе Краснодарског краја. 
Планину Папај чини неколико засебних планинских врхова, а највећи међу њима је истоимени врх Папај са надморском висином од 818,68 метара. Значајнији врхови су још и Централни Папај (797 м), Западни Папај (759 м), Северни Папај (755 м), Источни Папај (716 м), те два неименована врха. Подно овог планинског масива свој ток започињу реке Хабљ, Папај и Убинка. Геолошку основу чине слојевити седименти из периода јуре и креде. 
У вегетацијском смислу подручје планине Папај је веома разноврсно. Доминирају шуме храста, док је на највишим врховима доминатна четинарска клека и та подручја се сматрају ваздушним бањама. Раширенији су још и дивља ружа, црвени глог и мушмула.